# مولشو
مولشو (بالإنجليزية: Muleshoe, Texas)‏ هي مدينة تقع بولاية تكساس في شمال شرق الولايات المتحدة. تبلغ مساحة هذه المدينة 8.9 (كم²)، وترتفع عن سطح البحر م، بلغ عدد سكانها 5158 نسمة في عام 2010 حسب إحصاء مكتب تعداد الولايات المتحدة .

## التركيبة السكانية
حدّد مكتب تعداد الولايات المتحدة بيانات التركيبة السكانية لمولشو في تعداد الولايات المتحدة. في ما يلي، التركيبة السكانية حسب تعدادي 2000 و2010.

### تعداد عام 2000
بلغ عدد سكان مولشو 4,530 نسمة بحسب تعداد عام 2000، وبلغ عدد الأسر 1,595 أسرة وعدد العائلات 1,179 عائلة مقيمة في المدينة. في حين سجلت الكثافة السكانية 509.6 نسمة لكل كيلومتر مربع (1,319.9/ميل2). وبلغ عدد الوحدات السكنية 1,802 وحدة بمتوسط كثافة قدره 202.7 لكل كيلومتر مربع (525.0/ميل2).
وتوزع التركيب العرقي للمدينة بنسبة 63.27% من البيض و1.50% من الأمريكيين الأفارقة و0.64% من الأمريكيين الأصليين و0.20% من الأمريكيين ذوي الأصول الآسيوية و31.59% من الأعراق الأخرى و2.80% من عرقين مختلطين أو أكثر و53.33% من الهسبانيون أو اللاتينيون من أي عرق.
بلغ عدد الأسر 1,595 أسرة كانت نسبة 42.6% منها لديها أطفال تحت سن الثامنة عشر تعيش معهم، وبلغت نسبة الأزواج القاطنين مع بعضهم البعض 61.3% من أصل المجموع الكلي للأسر، ونسبة 8.8% من الأسر كان لديها معيلات من الإناث دون وجود شريك، بينما كانت نسبة 3.8% من الأسر لديها معيلون من الذكور دون وجود شريكة وكانت نسبة 26.1% من غير العائلات. تألفت نسبة 24.1% من أصل جميع الأسر من عدة أفراد يعيشون في نفس المنزل ونسبة 14.5% كانت تتألف من شخص يعيش بمفرده يبلغ من العمر 65 عاماً أو أكثر. وبلغ متوسط حجم الأسرة المعيشية 2.80، أما متوسط حجم العائلات فبلغ 3.35.
بلغ العمر الوسطي للسكان 33.0 عاماً. وكانت نسبة 31.3% من القاطنين تحت سن الثامنة عشر، وكانت نسبة 9.1% بين الثامنة عشر والرابعة والعشرين عاماً، ونسبة 24.9% كانت واقعةً في الفئة العمرية ما بين الخامسة والعشرين والرابعة والأربعين عاماً، ونسبة 19.8% كانت ما بين الخامسة والأربعين والرابعة والستين، ونسبة 13.6% كانت ضمن فئة الخامسة والستين عاماً فما فوق. يوجد لكل 100 أنثى 93.1 ذكر، ويوجد لكل 100 أنثى في الثامنة عشر من عمرها فما فوق 91.1 ذكر.
بلغ متوسط دخل الأسرة في المدينة 25,519 دولارًا، أما متوسط دخل العائلة فبلغ 31,969 دولارًا. وكان متوسط دخل الذكور 23,409 دولارًا مقابل 16,053 دولارًا للإناث. وسجل دخل الفرد الخاص بالمدينة 12,567 دولارًا. وكانت نسبة 13.4% من العائلات ونسبة 18% من السكان تحت خط الفقر، وكان من هؤلاء نسبة 23% تحت سن الثامنة عشر ونسبة 13.6% في الخامسة والستين من العمر وما فوق.

### تعداد عام 2010
بلغ عدد سكان مولشو 5,158 نسمة بحسب تعداد عام 2010، وبلغ عدد الأسر 1,727 أسرة وعدد العائلات 1,295 عائلة مقيمة في المدينة. في حين سجلت الكثافة السكانية 580.2 نسمة لكل كيلومتر مربع (1,502.7/ميل2). وبلغ عدد الوحدات السكنية 1,898 وحدة بمتوسط كثافة قدره 213.5 لكل كيلومتر مربع (553.0/ميل2).
وتوزع التركيب العرقي للمدينة بنسبة 75.20% من البيض و1.28% من الأمريكيين الأفارقة و1.47% من الأمريكيين الأصليين و0.41% من الأمريكيين ذوي الأصول الآسيوية و19.66% من الأعراق الأخرى و1.98% من عرقين مختلطين أو أكثر و64.35% من الهسبانيون أو اللاتينيون من أي عرق.
بلغ عدد الأسر 1,727 أسرة كانت نسبة 43.9% منها لديها أطفال تحت سن الثامنة عشر تعيش معهم، وبلغت نسبة الأزواج القاطنين مع بعضهم البعض 55.6% من أصل المجموع الكلي للأسر، ونسبة 13% من الأسر كان لديها معيلات من الإناث دون وجود شريك، بينما كانت نسبة 6.3% من الأسر لديها معيلون من الذكور دون وجود شريكة وكانت نسبة 25% من غير العائلات. تألفت نسبة 22.2% من أصل جميع الأسر من عدة أفراد يعيشون في نفس المنزل ونسبة 11.5% كانت تتألف من شخص يعيش بمفرده يبلغ من العمر 65 عاماً أو أكثر. وبلغ متوسط حجم الأسرة المعيشية 2.93، أما متوسط حجم العائلات فبلغ 3.42.
بلغ العمر الوسطي للسكان 30.6 عاماً. وكانت نسبة 32.4% من القاطنين تحت سن الثامنة عشر، وكانت نسبة 9.5% بين الثامنة عشر والرابعة والعشرين عاماً، ونسبة 24.8% كانت واقعةً في الفئة العمرية ما بين الخامسة والعشرين والرابعة والأربعين عاماً، ونسبة 20.4% كانت ما بين الخامسة والأربعين والرابعة والستين، ونسبة 12.9% كانت ضمن فئة الخامسة والستين عاماً فما فوق. وتوزع التركيب الجنسي للسكان بنسبة 50% ذكور و50% إناث.

## أعلام
- بين ماكين
- لي هورسلي

## وصلات خارجية
- City Website
- The US50 - Cities and Towns in Texas State